# Тарногский музей традиционной народной культуры
Тарногский музей традиционной народной культуры — муниципальное бюджетное учреждение культуры «Тарногский музей традиционной народной культуры», которое разместилось в трёх зданиях на территории Тарногского района Вологодской области. 

## История
Тарногский музей традиционной народной культуры был официально открыт для посетителей 10 октября 1970 года. Изначально учреждение представляло собой небольшую экспозицию, которая была размещена в одной из классных комнат начальной школы Лохотского сельсовета Тарногского района. Сбором предметов старины и оформлением экспозиций занимался Величутин Василий Елизарович, который большую часть трудовой деятельности посвятил работе в Тотемском краеведческом музее и всю жизнь увлекался краеведением. В 1973 году музей был переведен в райцентр в село Тарногский Городок и стал районным.
В настоящее время учреждение культуры, музей, размещает свои экспозиции в трёх зданиях. Музейный фонд составляет 15011 единиц.

## Строения и помещения музея
С 1973 года основным зданием музея является особняк 1927 года постройки, который находится в селе Тарногский Городок по улице Советская, дом 14. 
Историко-мемориальный отдел «Дом-музей А.А. Угрюмова» разместился здесь же в селе Тарногский Городок, в строении 1929 года постройки. Это бывший жилой особняк семьи Угрюмовых по улице Советская, дом 20.
Этнографический отдел музея расположен в деревне Заречье, в Маркушевском поселение, находится в бывшем здании земской управы, которое было построено в 1818 году. 

## Экспозиция
В основном здании музея расположена экспозиция «Традиционная народная культура». Первый зал посвящён жизненному циклу и обрядам крестьян – «Круг жизни северного крестьянина». Второй зал – «Женские традиционные ремесла» ориентирован на ознакомление с кокшеньгскими обрядами, а также рукоделием в вышивке и резьбе по дереву. Третий зал – «Основные занятия кокшаров» рассказывает о земледелие, льноводстве, ремесле. Четвёртый зал – отдел природы повествует о животном и растительном мире Тарногского района. В здании также имеются выставочные помещения, где организуются тематические выставки. 
Экспозиция "Дома-музея А.А. Угрюмова" размещена в трёх жилых комнатах: первая – «Родословная семьи Угрюмовых», вторая – «Жизнь и деятельность А. А. Угрюмова», третья – «История народного образования Кокшеньги». В двух комнатах дома организуются тематические выставки. Собранная в залах коллекция повествует о семье Угрюмовых, о жизни и работе Андрея Андреевича и его отца врача Андрея Павловича Угрюмова. Представлены фотопортреты заслуженных учителей района и о ярких представителях Кокшеньги XX века.
В деревне Заречье организована экспозиция «Святыни Кокшеньги», которая рассказывает о культовых деревьях, сакральных камнях, о Тиуновском святилище, о храмах Кокшеньги. Здесь размещены открытые фонды и выставочный зал, есть возможность ознакомиться с историей Маркушевского края. 
17 августа 2019 году в селе Тарногский Городок, при музее, был открыт «Дома пчелы». На первом этаже "Дома пчелы" была развернута постоянная экспозиция, посвященная традиционному северному пчеловодству, а на втором этаже организован временные выставки по различным направлениям жизнедеятельности местного края.